# 올리볼

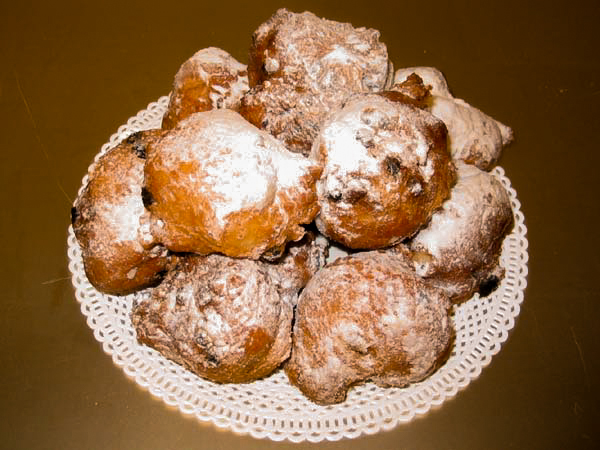

올리볼(Oliebol, 네덜란드어 발음: [ˈoːlibɔl], 복수형 oliebollen, 서부 프리지아어: Oaljebol 또는 Oaljekoek)은 전통적으로 신년전야에 먹는 네덜란드식 베녜, 도넛 또는 만두이다.

## 설명
올리볼렌(Oliebollen)은 아이스크림 국자 또는 두 스푼을 사용하여 일정량의 반죽을 떠서 뜨거운 기름(또는 뜨거운 라드와 함께 한 번, 일부 전통적인 지역 이름)을 채운 튀김기에 반죽을 떨어뜨려 만든 다양한 덤플링이다. 이런 식으로 구형 모양의 올리볼이 나타난다. 올리볼렌은 전통적으로 새해 전야와 유원지에서 먹는다. 겨울철에는 길거리 노점상에서도 판매된다.
반죽은 곡분, 계란, 효모, 약간의 소금, 우유, 베이킹 파우더, 일반적으로 술타나, 건포도, 건포도, 때로는 제스트 또는 석케이드(설탕에 절인 과일)로 만들어진다. 주목할만한 품종은 사과 한 조각만 들어 있는 아펠베녜(appelbeignet)이지만, 올리볼렌과 달리 반죽은 적어도 한 시간 동안 부풀지 않아야 한다. 올리볼렌은 일반적으로 가루 설탕과 함께 제공된다.
플랑드르에서는 "올리볼"을 "스무테볼"이라고도 부르는데, 그 이유는 식물성 기름보다는 동물성 지방(특히 라드)으로 요리하는 경우가 많기 때문이다. 네덜란드 올리볼과 플랑드르 스무테볼의 또 다른 차이점은 스무테볼은 일반적으로 네덜란드 올리볼과 달리 채워지지 않는다는 것이다. 올리볼의 속은 건포도, 건포도, 사과로 구성될 수 있으며 석케이드, 오렌지 조각 또는 휘핑 크림과 같은 다른 재료를 추가할 수도 있다.

## 같이 보기
- 프리터 (음식)
- 에블레스키베